# Château de Fontaine-Henry
El castillo de Fontaine-Henry (en francés: château de Fontaine-Henry) es un castillo renacentista francés muy distintivo que mezcla formas tradicionales medievales con estructuras clásicas italianas. Está ubicado en la comuna de Fontaine-Henry, en el departamento de Calvados, en la región de Normandía.
El 5 de abril de 1924 fue clasificado al título de monumentos históricos del país Esta clasificación se sustituyó por un nuevo decreto el 22 de noviembre de 2011, que protege también la terraza con el muro de contención, así como la capilla y el pozo.

## Historia

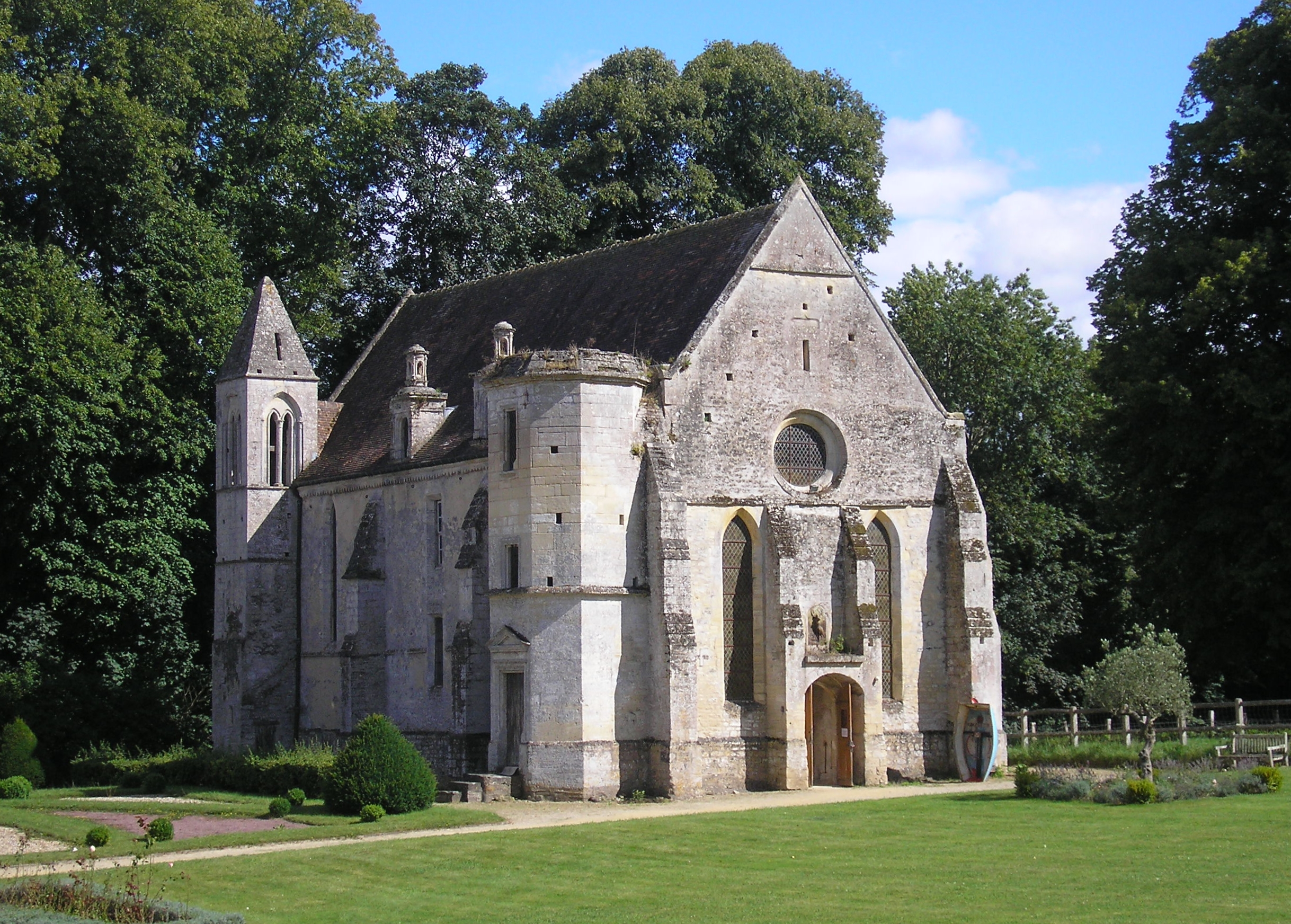
Vista de la capilla del, una de los escasas partes que se conserva del primitivo castillo

El castillo de Fontaine-Henry ha pertenecido a la misma familia durante unos diez siglos sin ser vendido. Sin embargo, varios nombres se han sucedido, ya que en repetidas ocasiones ha sido transmitido por las mujeres. Las familias de Tilly, d’Harcourt, de Morais, Boutier de Château d'Assy, de Montécler, de Marguerie, de Carbonnel, de Cornulier y de Oilliamson han sido sus propietarios vía hereditaria.
Ya existía en el lugar una fortaleza desde el comienzo del siglo XI. La familia de Tilly la reemplazó entre 1200 y 1220 por un nuevo castillo. De ese periodo se conserva en especial la capilla y las salas abovedadas que una vez formaron la planta baja del edificio residencial. Estos dos elementos dan la medida de la magnitud e importancia de este castillo en la Edad Media.
En 1374, Jeanne de Tilly se casó con Philippe d'Harcourt,  chambelán del rey Carlos VI,  y aportó en dote, entre otros, este señorío. Fue la familia Harcourt la que se comprometió a reconstruir el castillo después de la Guerra de los Cien Años. Las obras se extendieron durante casi un siglo, entre finales del siglo XV y la década de los años 1560.

## Arquitectura

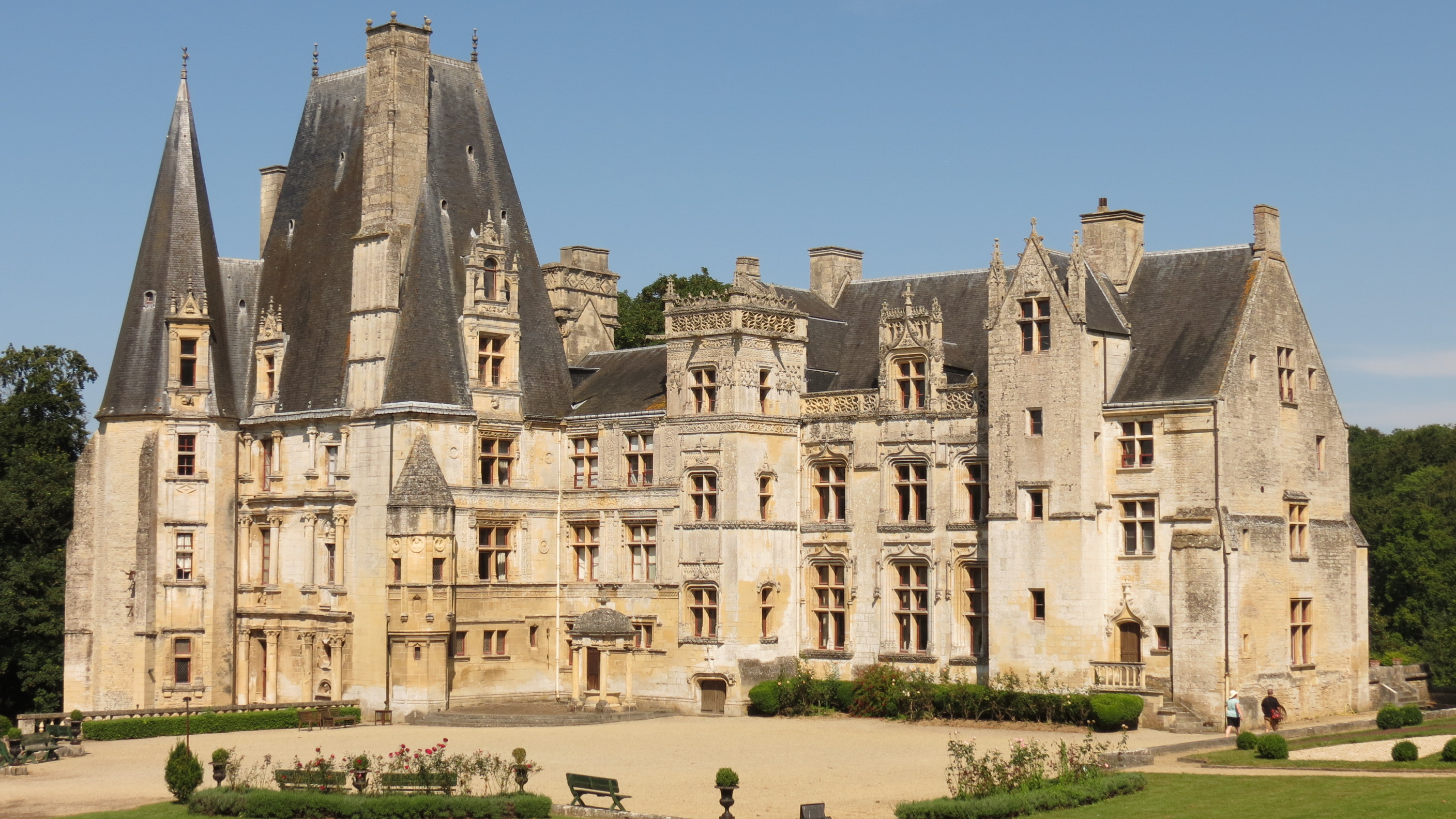
Vista del logis del château, fachada principal

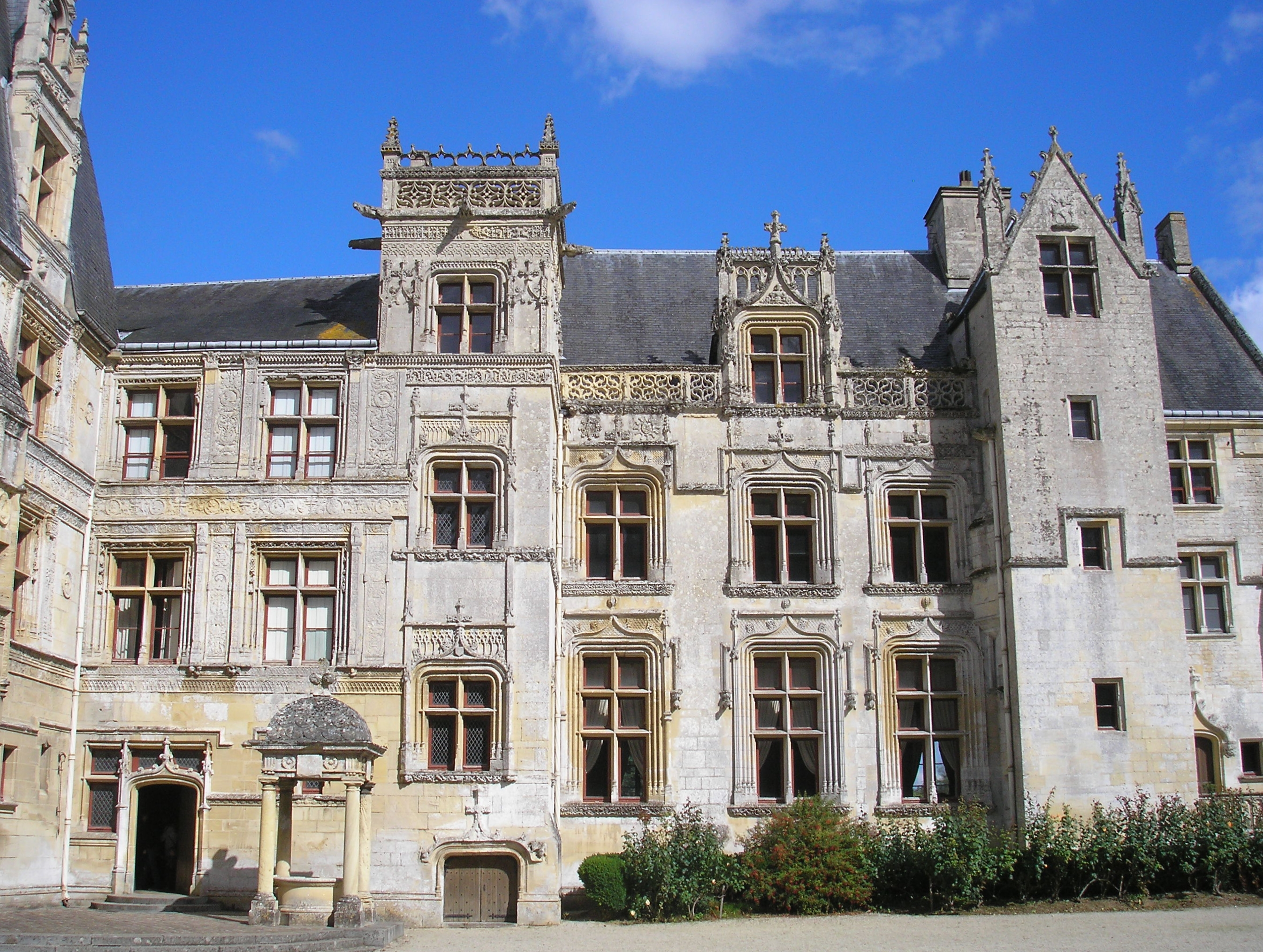
Paño renacentista, fechado en 1537, una fecha muy temprana para esta superposición de huecos en Francia

En la fachada oeste del castillo de Fontaine-Henry se pueden apreciar los diferentes estilos empleados a lo largo de su construcción, que reflejan la evolución de la arquitectura en Normandía y la propia Francia.
El primer gótico, muy sencillo, fue rápidamente sustituido por el gótico flamígero y después por el primer renacimiento francés. Pero el elemento más curioso del castillo está a la izquierda de esta fachada, en la que destaca una superposición de columnas, que una inscripción data precisamente en 1537, que parece muy temprana para tal realización.
De más de 15 metros de altura, el techo que remata este edificio es considerado como el más alto de Francia.
Este castillo, obra de Jean d'Harcourt, señor de Fontaine-Henry y de su hijo Pierre d'Harcourt, barón de Briouze, fue remodelado en los siglos XVIII y XIX en su fachada este.
Está ahora rodeado por un parque inglés, clasificado como monumento histórico en el 1959.
El castillo, totalmente amueblado y todavía habitado, alberga una notable colección de pinturas realizadas durante la Revolución. Las pinturas de Nicolas Mignard, Rubens, Correggio o Tiziano adornan los muros de los salones.

## Galería de imágenes

Primer castillo y salas bajas
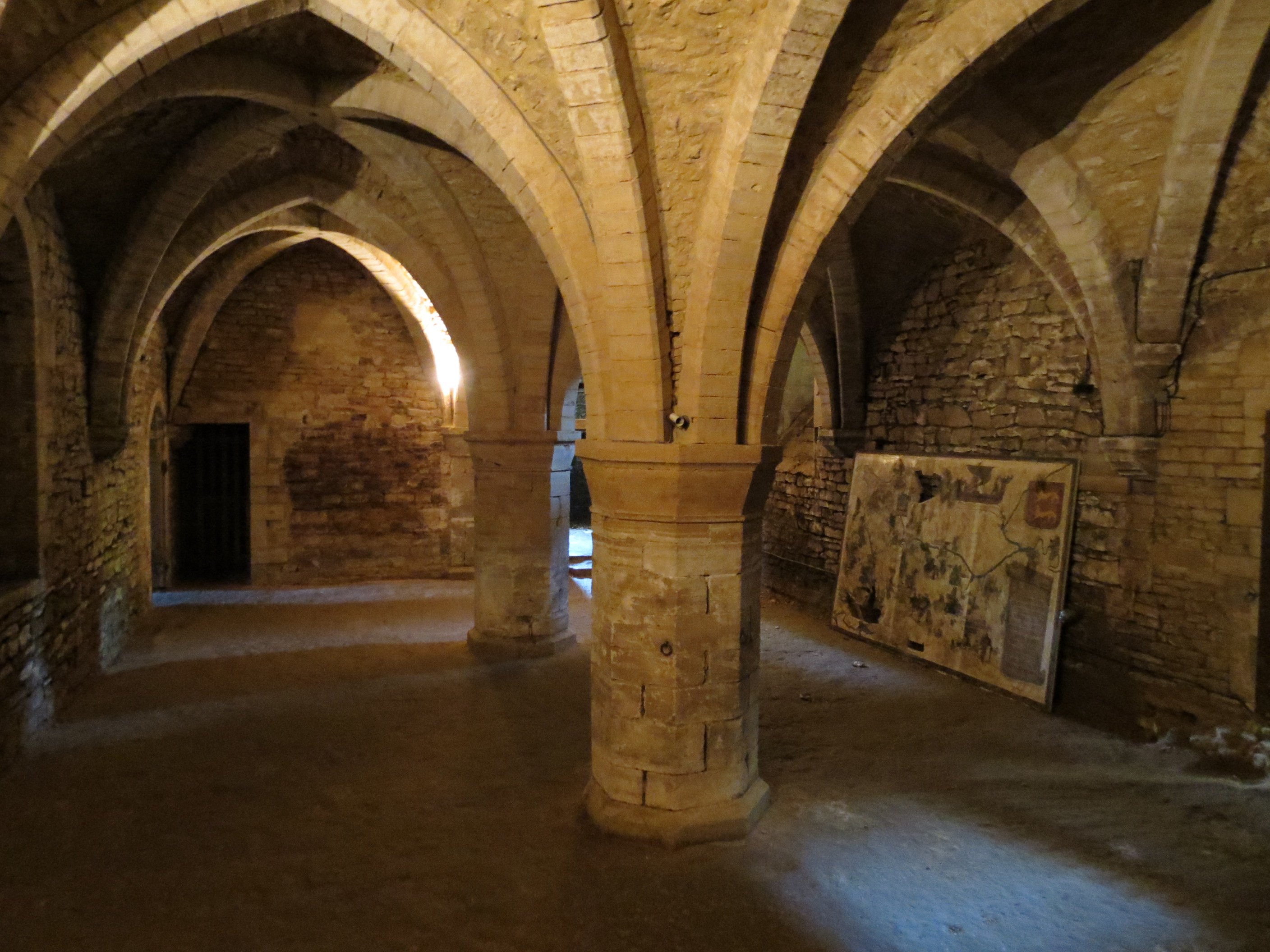
Salas bajas del XIII
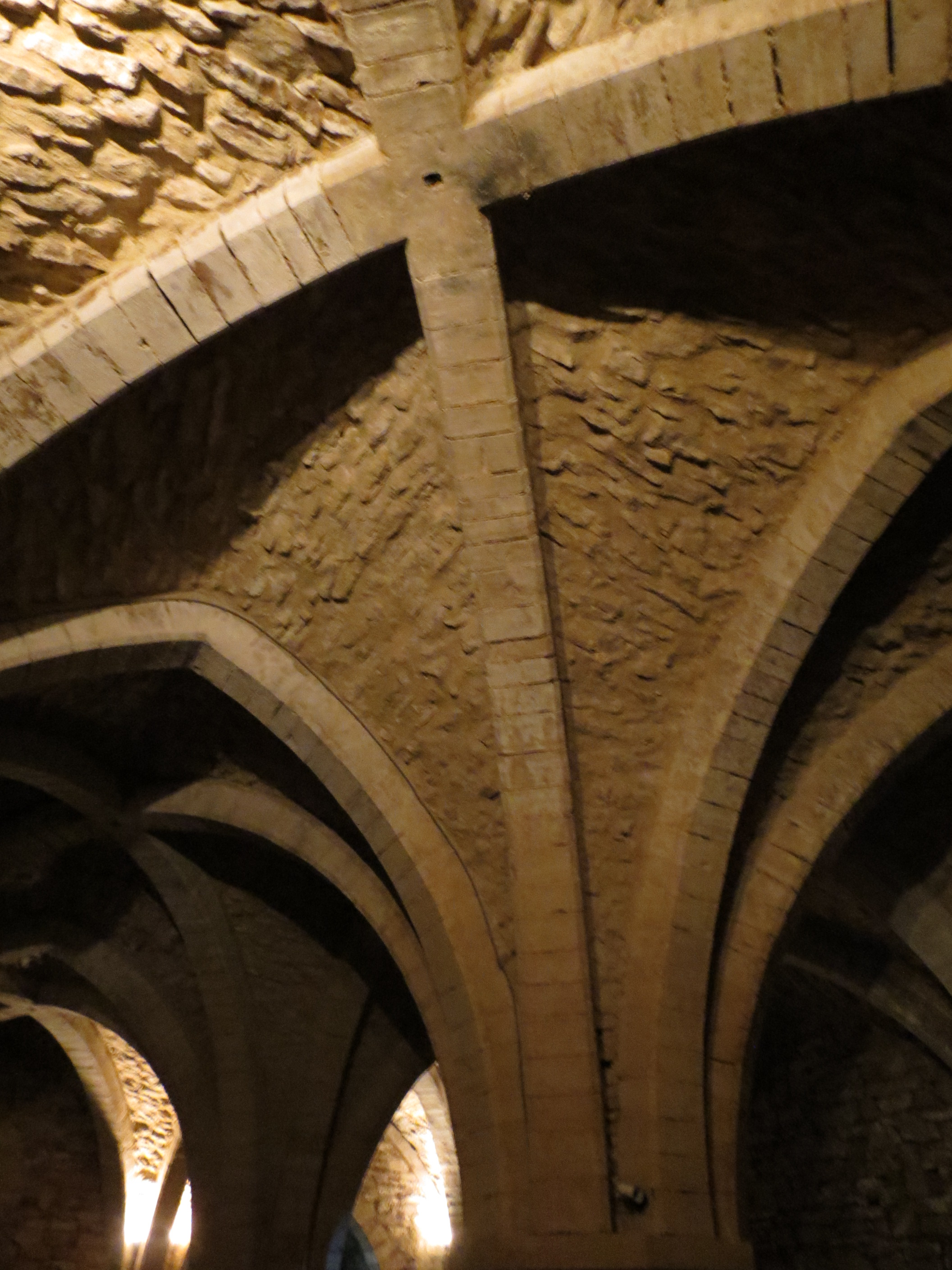
Detalle de las bóvedas

Detalles de la capilla
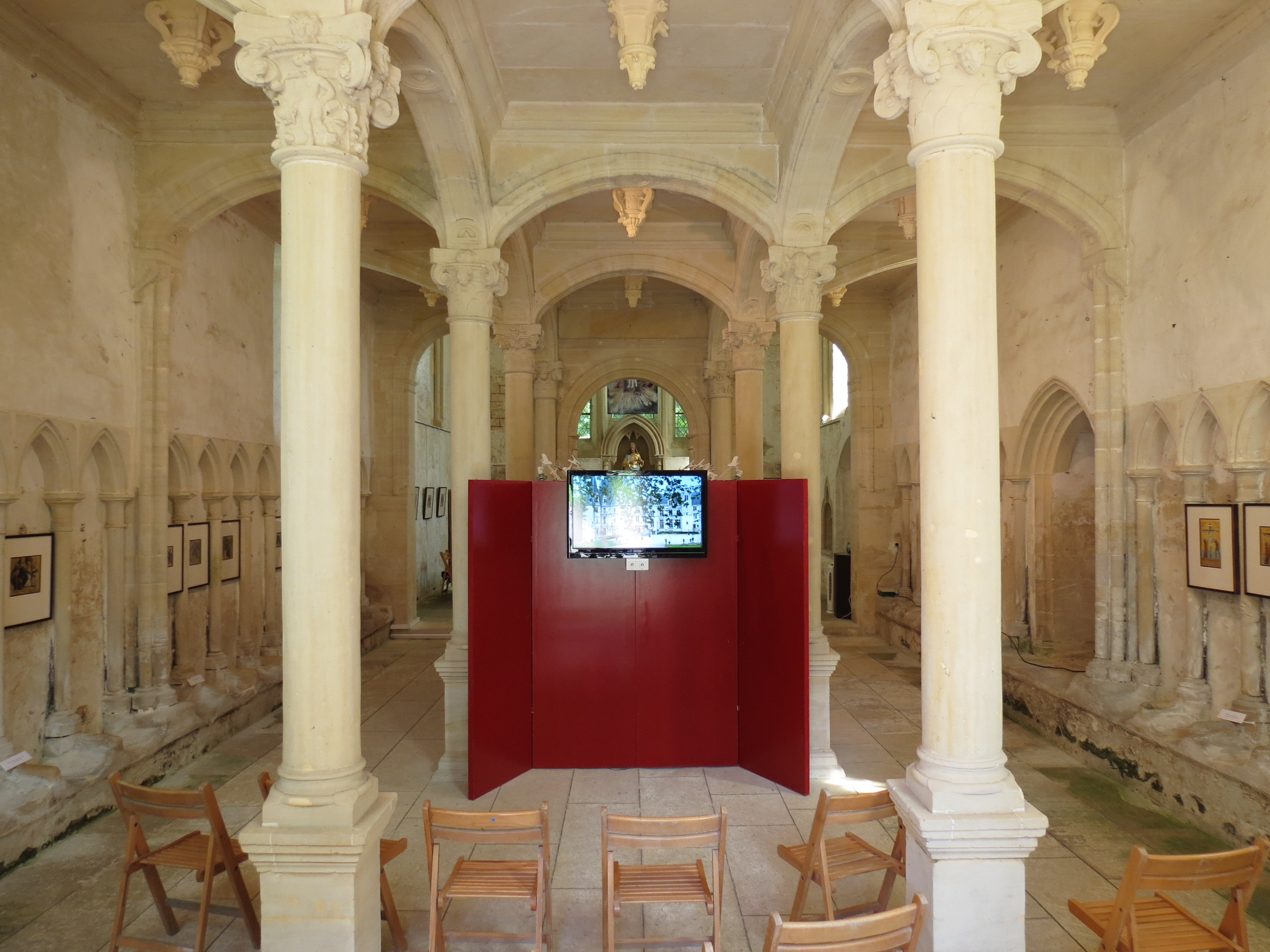
Interior de la capilla
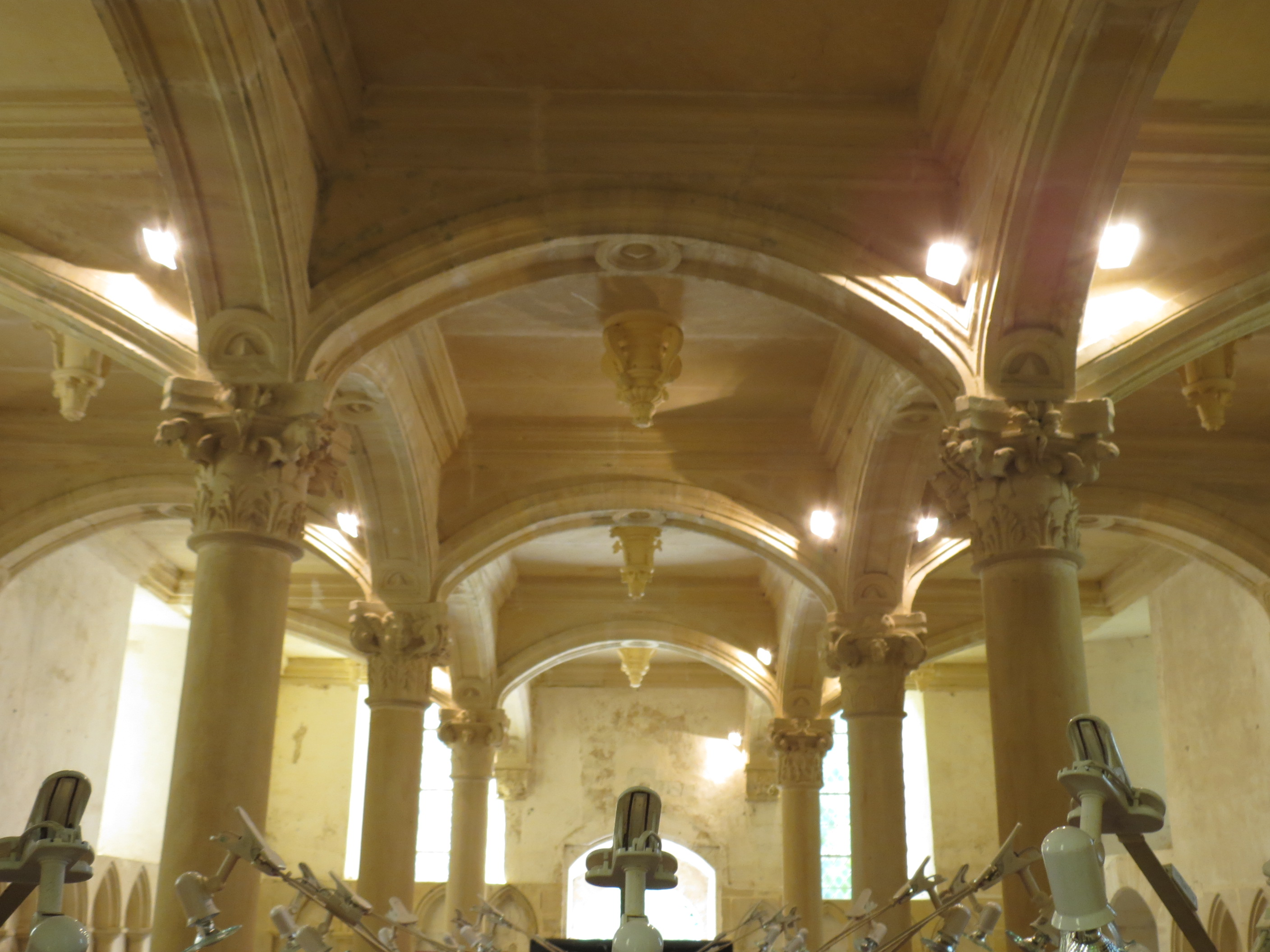
Detalle del techo de la nave
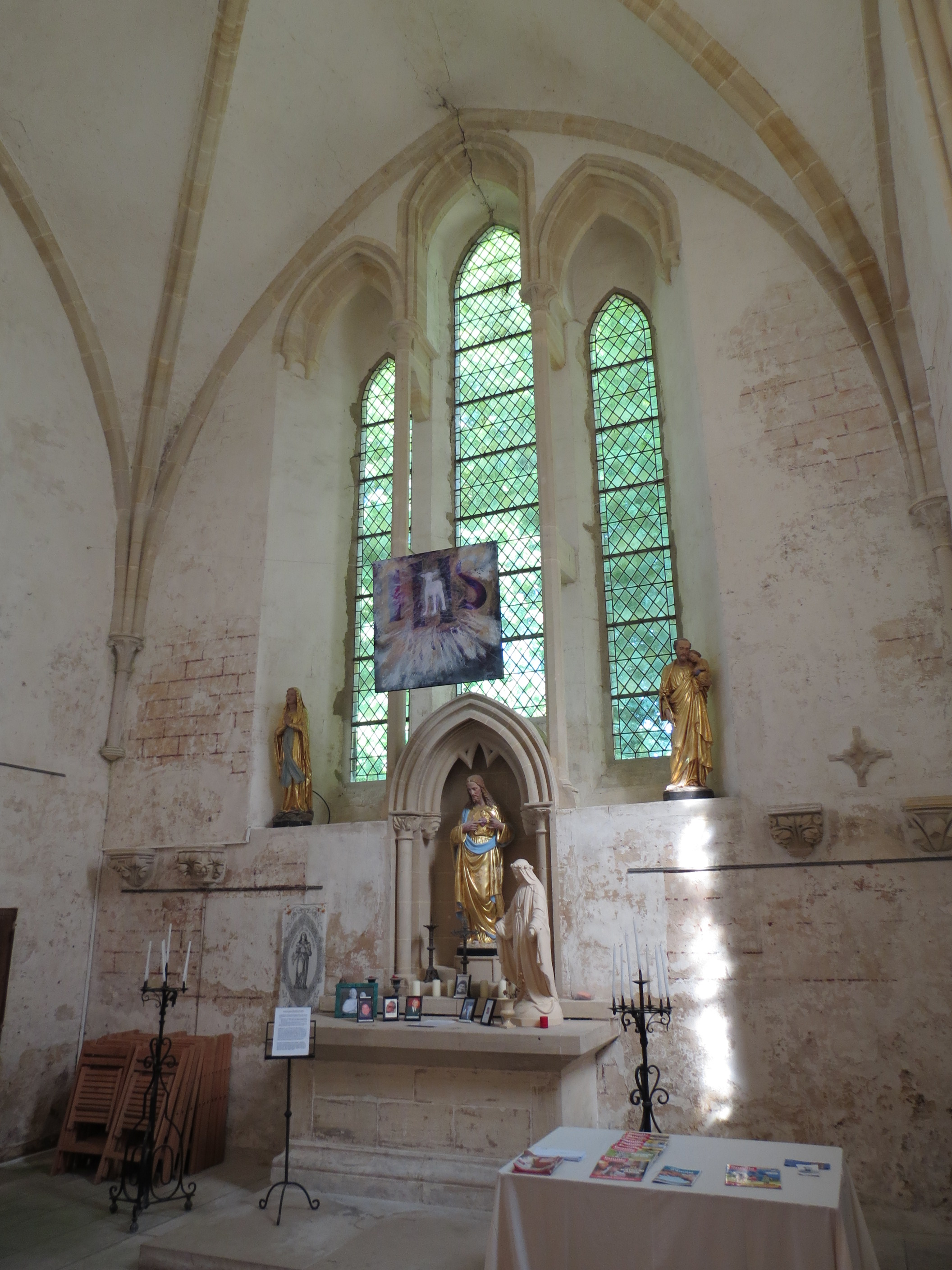
Coro
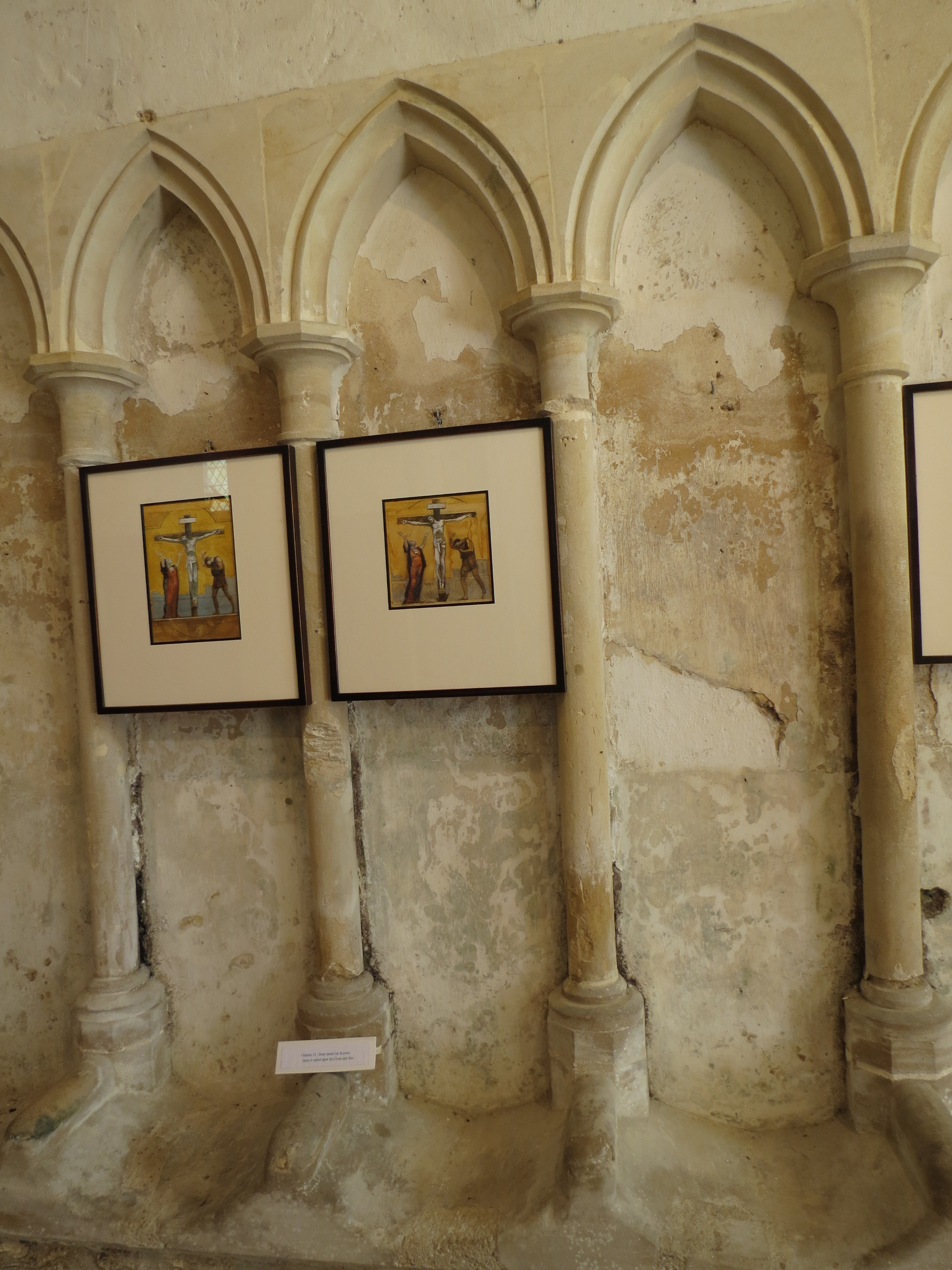
Silleria
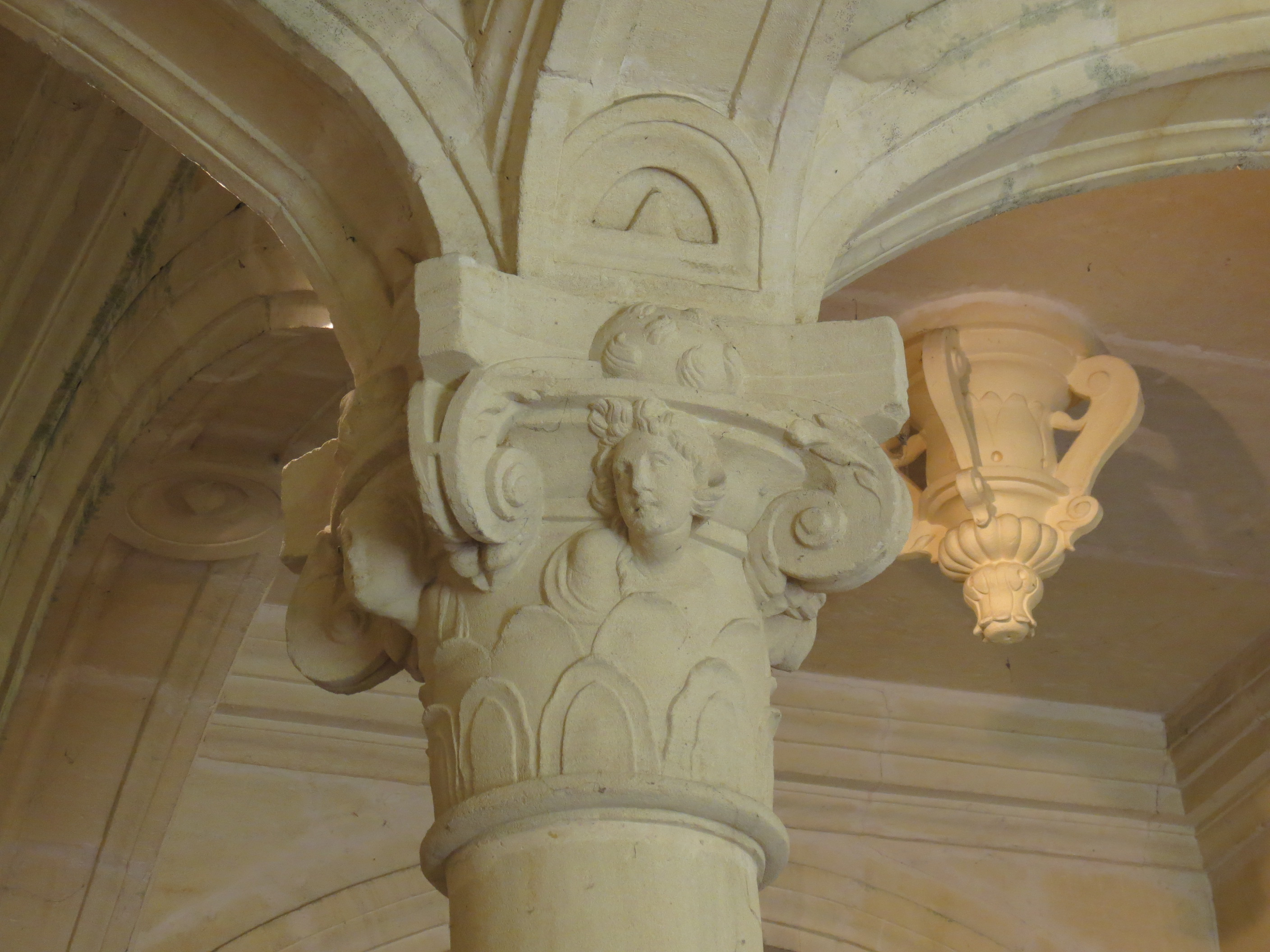
Detalles de los capiteles
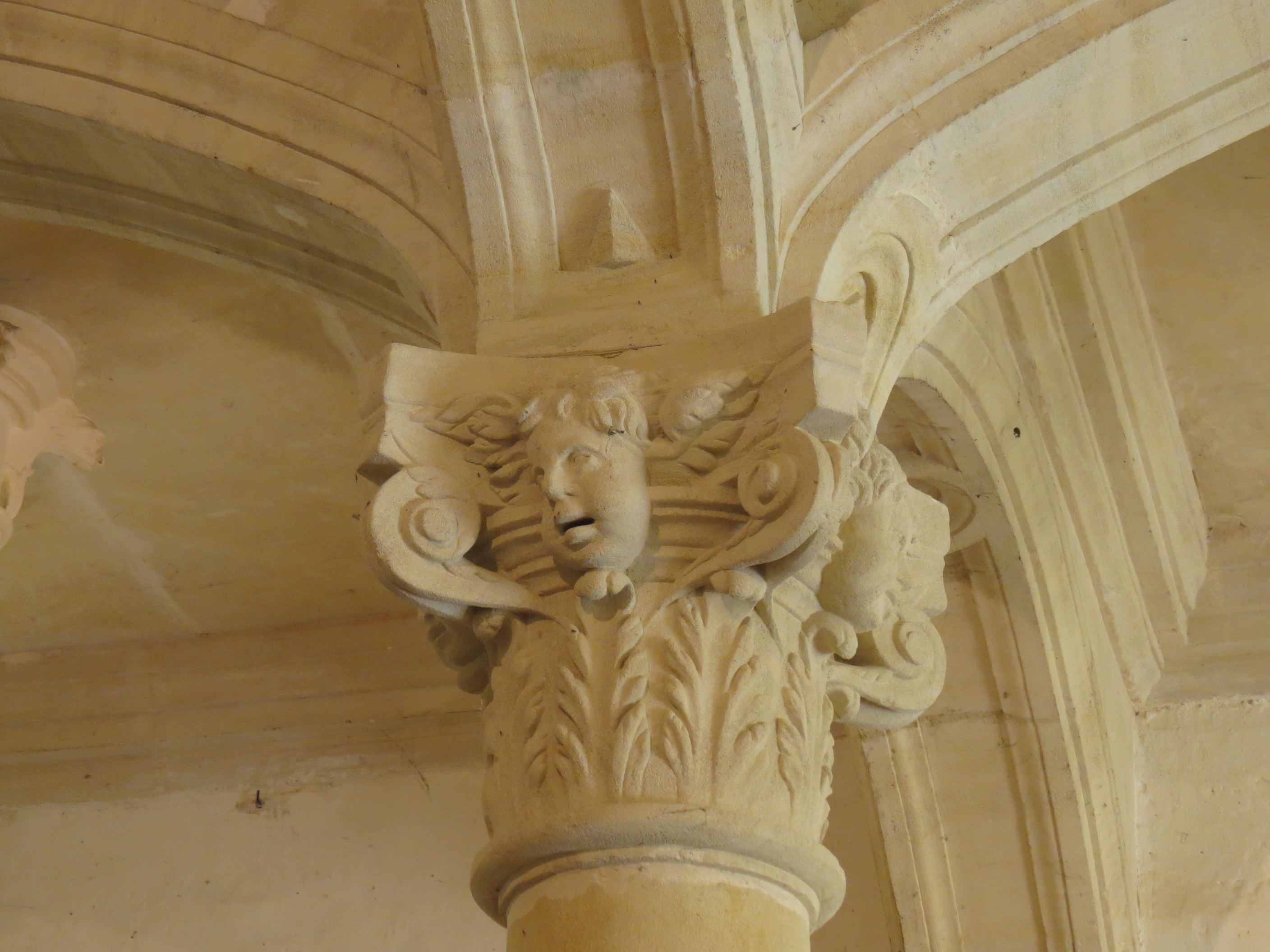
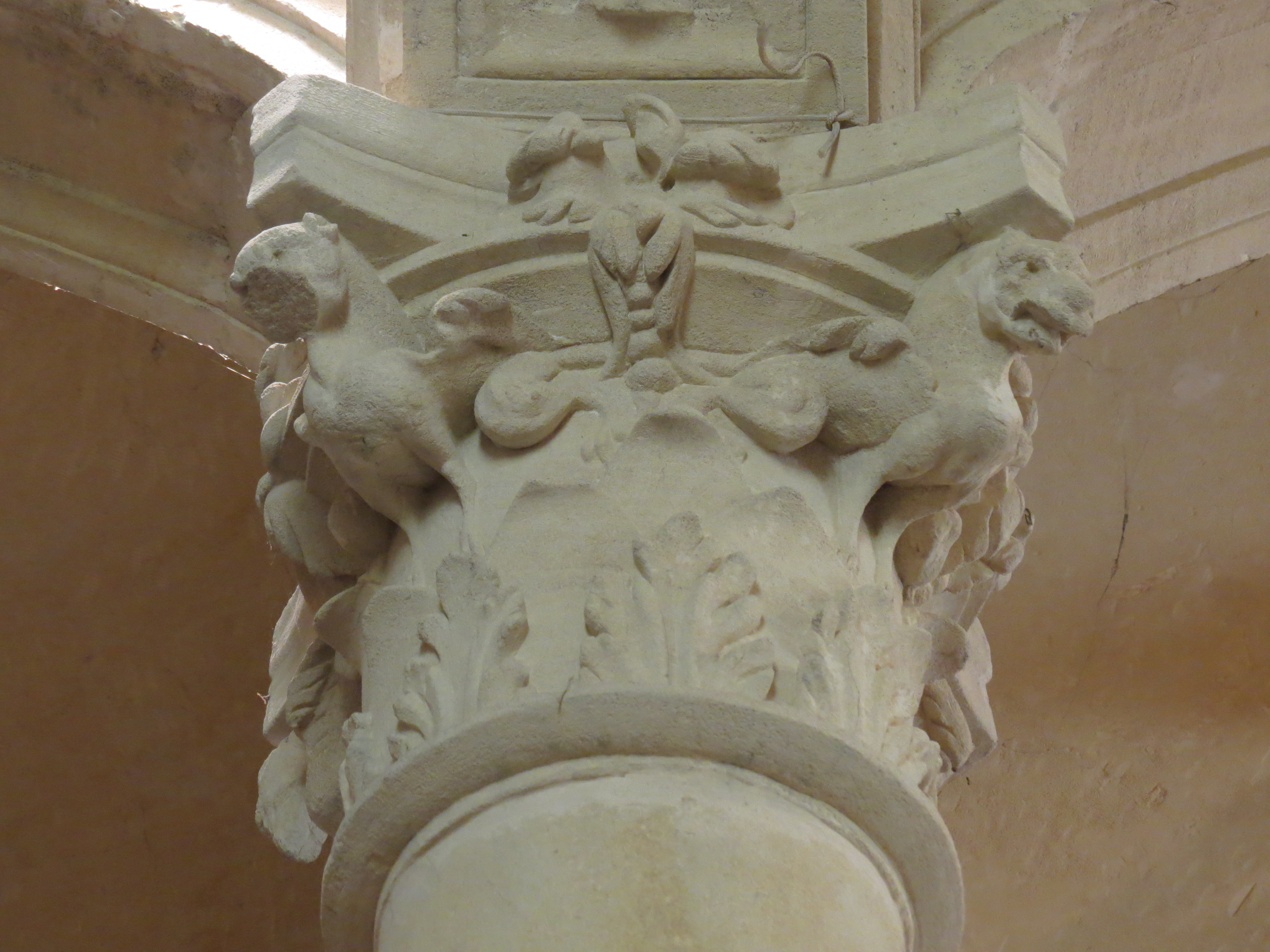